# Boucey
Boucey est une ancienne commune française du département de la Manche et la région Normandie, associée à Pontorson du 1er janvier 1973 au 31 décembre 2015, puis intégrée définitivement à la commune de Pontorson.

## Toponymie
Le nom de la localité est attesté sous les formes Boceio en 1073 ou 1088 ; [de] Buceio en 1155.
Il s'agit d'une formation toponymique gauloise ou gallo-romaine en -(i)acum, suffixe d'origine gauloise (gaulois -(i)acon < proto-celtique *-ako-) localisant à l'origine et qui désigne un lieu ou une propriété. L'élément le précédant est peut-être un nom de personne selon le cas général. François de Beaurepaire propose Buccius.
Remarque : homonymie avec Boussey (Eure) et Boucé (Orne, Boceio vers 1080). La terminaison -ey est caractéristique de l'Avranchin et s'oppose aux formes prises par le même suffixe -(i)acum outre Couesnon, en Bretagne, où il a abouti à -é, comme dans l'ouest en général et dans le sud de l'Orne ou encore, il s'est fixé sous la forme -(i)ac comme dans le midi. En revanche, la forme -ey se retrouve dans le pays d'Ouche en Normandie et dans d'autres régions au nord-est.
Un ancien toponyme d'origine scandinave est mentionné sur le commune en 1294, sous la forme le Torp-Normand, torp est un appellatif toponymique scandinave, à savoir Þorp « village, domaine » que l'on rencontre à de nombreuses reprises en Normandie : le Torp-Mesnil (Seine-Maritime), la Chapelle de Torp, le château du Tourps, Clitourps, etc., mais absent de Bretagne.

## Histoire
Rolland de Verdun († 1346), chargé en 1346 de la défense de Carentan, se rallie au roi d'Angleterre. En décembre 1346, le roi de France, le fera décapiter à Paris.
Lors de la Révolution, Joseph Pichard, né à Argouges en 1749, prête serment et est nommé curé de Boucey. Les Chouans mirent sa tête à prix ; il se fera oublier à Boucey où il meurt en 1802.
Le 18 novembre 1793, l'ancienne paroisse de Caugé, rattachée à Boucey, fut le théâtre d'une sanglante bataille entre Vendéens et Républicains.
En 1973, Pontorson (3 538 habitants en 1968) absorbe Ardevon (265 habitants en 1968), Beauvoir (433 habitants en 1968), Boucey (616 habitants en 1968), Cormeray (78 habitants en 1968), Curey (193 habitants en 1968), Moidrey (194 habitants en 1968) et Les Pas (189 habitants en 1968),,,,,,,, qui ont toutes gardé le statut de communes associées. L'ensemble forme ainsi un grand Pontorson (une augmentation de 55 % de population) qui occupe l’extrémité ouest du département de la Manche sous la commune du Mont-Saint-Michel
Le 1er janvier 1989, la commune de Beauvoir reprend cependant son autonomie.
Le 1er janvier 2016, Pontorson devient une commune nouvelle avec Macey et Vessey et les communes associées sont supprimées de plein droit.

## Administration
| Période    | Période       | Identité          | Étiquette | Qualité                        |
| ---------- | ------------- | ----------------- | --------- | ------------------------------ |
| 1973       | 1989          | François Troppée  |           |                                |
| 1989       | 1995          | Monique Baudry    |           |                                |
| 1995       | 2008          | Gabriel Gilbert   | SE        |                                |
| 2008       | avril 2014    | Pierre Touquette  | SE        | Retraité du centre hospitalier |
| avril 2014 | décembre 2015 | Noëlle Desgranges | SE        |                                |

| Période                                  | Période | Identité          | Étiquette | Qualité |
| ---------------------------------------- | ------- | ----------------- | --------- | ------- |
| Les données manquantes sont à compléter. |         |                   |           |         |
| 1888                                     | 1900    | Alexis Guichard   |           |         |
| 1900                                     | 1914    | Alphonse Beaumont |           |         |
| 1914                                     | 1919    | Charles Lelandais |           |         |
| 1920                                     | 1939    | Alfred Beaumont   |           |         |
| 1939                                     | 1949    | Maurice Boisyvon  |           |         |
| 1949                                     | 1961    | Louis Lelandais   |           |         |
| 1961                                     | 1965    | Émile Desgranges  |           |         |
| 1965                                     | 1973    | François Troppée  |           |         |

## Démographie
| 1793 | 1800 | 1806 | 1821 | 1831 | 1836 | 1841 | 1846 |
| ---- | ---- | ---- | ---- | ---- | ---- | ---- | ---- |
| 556  | 605  | 664  | 729  | 747  | 609  | 598  | 667  |

| 1851 | 1856 | 1861 | 1866 | 1872 | 1876 | 1881 | 1886 |
| ---- | ---- | ---- | ---- | ---- | ---- | ---- | ---- |
| 633  | 689  | 669  | 705  | 622  | 639  | 620  | 665  |

| 1891 | 1896 | 1901 | 1906 | 1911 | 1921 | 1926 | 1931 |
| ---- | ---- | ---- | ---- | ---- | ---- | ---- | ---- |
| 640  | 675  | 622  | 617  | 606  | 606  | 625  | 596  |

| 1936 | 1946 | 1954 | 1962 | 1968 | 2006 | 2009 | 2013  |
| ---- | ---- | ---- | ---- | ---- | ---- | ---- | ----- |
| 600  | 602  | 576  | 556  | 616  | 867  | 956  | 1 000 |

## Lieux et monuments
- Église Saint-Pierre de Boucey (XIe – XIXe siècles), dépendait du Mont (reconstruite en 1865), avec un bas-relief (XVIIe) au-dessus du portail. Elle abrite notamment un bénitier (XVIIe) et des fonts baptismaux (XVIe).
- Croix de cimetière (XVIe siècle) et croix de chemin (XIXe siècle).
- Pigeonnier royal de Boucey (XVIe siècle). Colombier en tour cylindrique sur la ferme de Verdun, au centre du bourg, l'une des possessions de la famille de Verdun dont les origines anglo-normandes remontent à la Conquête normande de l'Angleterre par Guillaume le Conquérant.

Pour mémoire
- Château de Boucey dont les pierres servirent à construire au XVIIIe siècle l'église Notre-Dame d'Aucey-la-Plaine[16].
- Sur le territoire de Boucey existait une ancienne paroisse Caugé dont l'église est aujourd'hui disparue.

## Personnalités liées à la commune
- Auguste Chapdelaine (1814-1856), martyr chrétien béatifié en 2000, fut vicaire à Boucey.
- Alain Cuny (1908-1994), acteur, y a passé une grande partie de son enfance.